# Liga de Fútbol Indoor
Die Liga de Fútbol Indoor (auch Liga Fertiberia genannt) ist die höchste Indoorfußballliga in Spanien. Sie existiert seit 2008 und wird von der Asociación de Fútbol Indoor betrieben. Seit dem Jahre 2011 trägt die Liga offiziell den Sponsornamen Liga Fertiberia.

## Regeln
| Von bis   | Teams |
| --------- | ----- |
| 2008–2010 | 9     |
| 2011      | 20    |
| 2012      | 12    |
| 2013      | 10    |
| 2014      | 8     |

### Vereine
Die Liga wurde 2008 von den neun Vereinen, die im Laufe ihrer Klubgeschichte mindestens ein Mal die Spanische Meisterschaft gewonnen haben, gegründet. Dies waren die folgenden Mannschaften: Real Madrid, FC Barcelona, Atlético Madrid, Athletic Bilbao, FC Valencia, Real Sociedad, Deportivo La Coruña, Betis Sevilla, FC Sevilla. Aufgrund des Erfolges der Meisterschaft entschied man sich die Zahl der teilnehmenden Vereine für die Saison 2011 auf 20 zu erhöhen. Einzige Bedingung für die Aufnahme in die Liga war die Rangierung auf der Ewigen Tabelle der Primera División. So kamen folgende elf Teams hinzu: Espanyol Barcelona, Real Saragossa, Celta Vigo, Real Valladolid, Sporting Gijón, Racing Santander, Real Oviedo, CA Osasuna, UD Las Palmas, Málaga CF, RCD Mallorca. Für die Saison 2012 gab es eine erneute Änderung, indem man das Teilnehmerfeld auf zwölf Vereine verkürzte und diese in zwei Sechsergruppen gliederte. Gleichzeitig wurde der Wettbewerb internationaler, indem man aus Portugal den FC Porto und aus Mexico den Club América in den Meisterschaftsbetrieb integrierte. In der Saison 2013 wurde das Teilnehmerfeld auf zehn Mannschaften festgelegt und 2014 auf acht Teams verkleinert.
| Gruppe 1            | Gruppe 2           |
| ------------------- | ------------------ |
| Celta Vigo          | Atlético Madrid    |
| Deportivo La Coruña | Espanyol Barcelona |
| FC Porto            | Real Madrid        |
| Real Valladolid     | FC Valencia        |

### Modus
Die Spieler der Liga sind Veteranen, ehemalige professionelle Fußballspieler, die bereits für ihre jeweiligen Vereine in den spanischen Fußballligen gespielt haben. Die zehn Mannschaften sind in zwei Fünfergruppen unterteilt. In dieser Gruppenphase spielt jede Mannschaft je einmal gegen jeden Gegner innerhalb der Gruppe. Die Vereine, welche am Ende dieser regulären Phase sich auf den ersten vier Plätzen der Gruppentabelle befinden, qualifizieren sich für die Viertelfinals der Playoff-Phase. Die Playoff-Paarungen werden ausgelost. Die Sieger dieser K.-o.-Phase werden im Viertelfinal, Halbfinal und Final in nur einem einzigen Spiel ermittelt. Der Sieger des Finals ist der Meister der Liga Fertiberia.
2008 wurde gleichzeitig mit der Einführung der Meisterschaft auch die Copa de España ins Leben gerufen. In K.-o.-Phasen mit nur einem entscheidenden Spiel wird der Sieger des Cup-Wettbewerbs in Viertelfinal, Halbfinal und Final ermittelt.
Seit 2009 gibt es auch den Supercup, bei dem der Meister der Liga Fertiberia und der Sieger der Copa de España um den Titel kämpfen. Sollten beide Titel auf den gleichen Verein fallen, so darf der Vizecupsieger gegen den Meister antreten.

## Geschichte

### Vorgeschichte
Bereits 2002 wurde ein Weihnachtsturnier organisiert, bei dem sich die Veteranen von Real Madrid, Atlético Madrid, Betis Sevilla und FC Barcelona gegenüberstanden und welches die Königlichen für sich entschieden. Aufgrund des großen Zuschauerinteresses wurde das Turnier von 2004 bis 2007 unter dem Namen Torneo de Reyes wiederholt. Des Weiteren gab es im Raum Sevilla und Valencia lokale Turniere, so wie sporadische Spiele unter Veteranenmannschaften, die unter dem Namen Fútbol Indoor Tour zusammengefasst waren. Dieses Projekt einer Indoor Fußball Tour führte schließlich 2008 zur Aufnahme des Spielbetriebs der Liga Placo.

### Die ersten Jahre
Der Anpfiff der Liga Placo Fútbol Indoor erfolgte am 11. Januar 2008. Die erste Saison wurde von Deportivo La Coruña dominiert, als man es schaffte das Double zu gewinnen, indem man beide Male Real Madrid auf den 2. Platz verwies. Dieses Duell zwischen den Veteranen des Super Depor und der Quinta del Buitre sollte in den ersten drei Jahren den Kampf um die verschiedenen Titel prägen. In der Saison 2010 wiederholte Deportivo La Coruña das Double. Real Madrid holte sich in der Zwischenzeit zwei Mal den Supercup und ein Mal die Copa de España. Nur ein Mal gelang es dem FC Barcelona, den beiden Mannschaften einen Titel wegzuschnappen, als er die Meisterschaft 2009 für sich entschied. Zur Überraschung aller errang 2011, im ersten Jahr ihrer Teilnahme, Sporting Gijón den Titel. 2012 konnte Real Madrid seinen ersten Meistertitel feiern, indem sie in einem "El Clásico"-Finale den FC Barcelona mit 7:1 schlugen. In der Saison 2013 konnte die Mannschaft von Celta Vigo positiv überraschen und ihren ersten Titel holen. Als bis anhin einziger portugiesischer Vertreter konnte 2014 der FC Porto ungeschlagen den Meistertitel erringen.

### Titel nach Klub
| Klub                | Meisterschaft | Copa de España | Supercup | Gesamtzahl Titel |
| ------------------- | ------------- | -------------- | -------- | ---------------- |
| Real Madrid         | 1             | 2              | 3        | 6                |
| Deportivo La Coruña | 2             | 2              | –        | 4                |
| FC Barcelona        | 1             | –              | –        | 1                |
| Sporting Gijón      | 1             | –              | –        | 1                |
| Celta Vigo          | 1             | –              | –        | 1                |
| FC Porto            | 1             | –              | –        | 1                |

## Rekorde

### Einzelerfolge
| Jahr | Torschützenkönig                                | Bester Torhüter                 | Bester Spieler                                                                                          |
| ---- | ----------------------------------------------- | ------------------------------- | --- |
| 2009 | Juan Sánchez (FC Valencia) 38 Tore in 8 Spielen | Francisco Buyo (Real Madrid)    | Juan Sánchez (FC Valencia) 20 Punkte in 8 Spielen                                                       |
| 2010 | Juan Sánchez (FC Valencia) 45 Tore in 8 Spielen | Iker Álvarez (Real Sociedad)    | Idiákez (Real Sociedad) 23 Punkte in 8 Spielen                                                          |
| 2011 | Fredi (Sporting Gijón) 25 Tore in 9 Spielen     | Sergio Sánchez (Sporting Gijón) | Abelardo Fernández (Sporting Gijón) 23 Punkte in 8 Spielen                                              |
| 2012 | Amavisca (Real Madrid) 20 Tore in 7 Spielen     | Emilio (Celta Vigo)             | Amavisca (Real Madrid) 22 Punkte in 7 Spielen                                                           |
| 2013 | Juan Sánchez (FC Valencia) 26 Tore in 6 Spielen | Rui Correia (FC Porto)          | Víctor Manuel Fernández Gutiérrez (Real Valladolid) / Jacobo Campos (Celta Vigo) 22 Punkte in 7 Spielen |
| 2014 | Rui Barros (FC Porto) 12 Tore in 5 Spielen      |                                 | |